# John Glover (acteur)
Pour les articles homonymes, voir John Glover et Glover.
John Glover, né le 7 août 1944 à Salisbury (Maryland), est un acteur américain.
Évoluant majoritairement au théâtre, Glover glane en 1995 le Tony Award du meilleur acteur dans un second rôle grâce à sa prestation des frères John et James Jeckyll dans la pièce Love! Valour! Compassion! de Walter Kerr.
De 1992 à 1998, Glover interprète le Riddler dans le DC Animated Universe, dont notamment dans la série d'animation Batman de 1992. Par la suite, il participe à plusieurs productions DC Comics, tenant tour à tour le rôle du Dr. Jason Woodrue (en) dans Batman & Robin de Joel Schumacher, Lionel Luthor dans la série Smallville (2001-2011) et M. Sivana dans le film Shazam! (2019) de David F. Sandberg. Il est également connu pour le rôle du mégalomane Daniel Clamp dans Gremlins 2 (1990) de Joe Dante, du Diable dans la série Le Damné (1998-1999), d'Abraxas / Jalen dans le jeu vidéo Tron Evolution (2010) puis Dyson dans la série d'animation Tron : La Révolte  (2012), ou encore celui de Theodore Maddox dans la série Fear the Walking Dead (2021).

## Biographie

### Carrière
Passionné de théâtre, il joue dans de nombreuses pièces pendant une dizaine d'années, mais ce n'est qu'en 1977 qu'il se fait remarquer en jouant aux côtés de Jane Fonda dans le film Julia, de Fred Zinnemann. Il décide alors de continuer une carrière à Hollywood, de ce fait il va vivre sous le soleil de Los Angeles[réf. nécessaire].
Il est nommé pour la première fois aux Emmy Awards en 1986 dans la catégorie Meilleur acteur dans un second rôle dans une mini-série ou un téléfilm pour son interprétation d'un patient atteint du sida dans le téléfilm Early Frost.
Il ne tarde pas avoir plusieurs autres récompenses pour ses nombreuses contributions dans des téléfilms et séries.
Au cinéma, il interprète de nombreux seconds rôles. En 1988, il tente de remplacer Bill Murray dans Fantômes en fête de Richard Donner, d'après le conte Un chant de Noël de Charles Dickens. Mais son rôle le plus populaire est probablement celui du milliardaire excentrique Daniel Clamp dans Gremlins 2 de Joe Dante en 1990. En 1997, il incarne le Dr. Jason Woodrue (en) dans le film de DC Comics Batman & Robin du réalisateur Joel Schumacher. Il apparait également dans RoboCop 2 de Irvin Kershner (1987), Masquerade (1988) de Bob Swaim, The Chocolate War (en) (1988) de Keith Gordon , ou encore Payback (1999) de Brian Helgeland,.
En 1989, il joue un prisonnier d'un camp de concentration dans la mini-série La Deuxième Vie du colonel Schraeder.
De 1992 à 1994, il prête sa voix au personnage du Riddler dans la série d'animation Batman de 1992. Il reprend le rôle en 1998 dans un épisode de la série Superman de 1996, ainsi que dans un épisode de la série Batman de 1997[réf. à confirmer]. En 1993, il joue le rôle de Verad dans l'épisode Invasive Procedures (en) de la deuxième saison de la série de science-fiction Star Trek: Deep Space Nine. De 1998 à 1999, il interprète le rôle Diable dans la série Le Damné (Brimstone).
Au théâtre, il joue dans de nombreuses pièces à Broadway et en dehors de Broadway. Les récompenses ne manquent pas non plus puisqu'en 1995 il reçoit le Tony Award du meilleur acteur dans un second rôle grâce à sa double prestation des frères John et James Jeckyll dans la pièce	Love! Valour! Compassion! de Walter Kerr. Il reprend le rôle deux ans plus tard dans l'adaptation au cinéma (en) par Joe Mantello.
De 2001 à 2011, il joue le personnage de DC Comics Lionel Luthor dans la série Smallville. Grâce à cette même série, il reçoit en avril 2007 à Paris le Jules Verne Award de la part du festival Jules Verne pour l'ensemble de sa « carrière exceptionnelle ».
En 2010, il prête sa voix au personnage Abraxas / Jalen dans le jeu vidéo Tron Evolution.
De 2011 à 2015, il joue le temps de quatre épisodes, le rôle de l'avocat Jared Andrews dans la série judiciaire The Good Wife de Robert (en) et Michelle King (en).
En 2014, il tient le rôle secondaire d'un réalisateur dans la comédie absurde et onirique Réalité du français Quentin Dupieux, avec Alain Chabat dans le rôle principal. La même année, il tient le rôle d'un scientifique dans le pénultième épisode de la première saison de la série Blacklist portée par James Spader et Megan Boone.
En 2015, il fait son entrée dans le MCU en jouant brièvement un journaliste du New York Times dans le cinquième épisode de la première saison de la série  Agent Carter.
Il reprend le personnage de Jared Andrews en 2019, dans le cinquième épisode de la troisième saison du dérivé The Good Fight[réf. à confirmer]. Il retrouve également le couple King dans le troisième épisode de la première saison de leur série surnaturelle Evil. Coté cinéma, il retrouve l'univers DC Comics, en jouant dans le film Shazam! de David F. Sandberg. Dans ce film centré sur le super héros Shazam, Glover y joue le père de l'antagoniste incarné par Mark Strong. Le réalisateur révèle que Glover a rejoint le film durant le tournage des scènes supplémentaires, son rôle étant originellement tenu par deux comédiens différents suivant l'âge du personnage.
En 2021, il apparait en tant qu'invité dans un épisode de la cinquième saison de la série Lucifer. La même année, Glover tient le rôle de Teddy Maddox, un tueur en série devenu le fondateur d'un culte apocalyptique (en) durant un arc de quatre épisodes de la sixième saison de la série Fear the Walking Dead, le dérivé de la série The Walking Dead,. Il reprend le rôle en 2022, dans un épisode de la web série Fear the Walking Dead: Dead in the Water[réf. à confirmer].

### Vie privée
John Glover est un acteur discret et engagé. Il partage son temps entre son lieu de naissance, le Maryland, son lieu de résidence, Los Angeles et le lieu de tournage de Smallville, Vancouver[réf. nécessaire]. Il est engagé dans la récolte de fonds pour la recherche d'un traitement contre la maladie d'Alzheimer ainsi que pour des bourses destinées à des jeunes acteurs de l'université de Towson,,.
John Glover est marié au sculpteur Adam Kurtzman depuis 2016.

## Filmographie
Sauf indication contraire, les informations mentionnées dans cette section peuvent être confirmées par la base de données cinématographiques IMDb,  présente dans la section « Liens externes ».

### Cinéma
- 1973 : Le Fauve, de Buzz Kulik : Johnnie
- 1977 : Annie Hall, de Woody Allen : Jerry
- 1977 : Julia, de Fred Zinnemann : Sammy
- 1978 : Qui a tué mon cher mari ? (Somebody Killed her Husband), de Lamont Johnson : Herbert Little
- 1979 : Meurtres en cascade, de Jonathan Demme : Richard Peabody
- 1979 : The American Success Company de William Richert : Ernst
- 1980 : La Fureur sauvage, de Richard Lang : Nathan Wyeth
- 1980 : Melvin and Howard, de Jonathan Demme
- 1981 : La Femme qui rétrécit (The Incredible Shrinking Woman), de Joel Schumacher : Tom Keller
- 1982 : A Little Sex, de Bruce Paltrow : Walter
- 1984 : L'Enfer de la violence, de Jack Lee : Briggs
- 1984 : A Flash of Green, de Victor Nuñez : Ross Halley
- 1985 : La nuit du crime, de David Saperstein : Sheb Sheppard
- 1985 : Soleil de nuit, de Taylor Hackford : Wynn Scott
- 1986 : Paiement cash, de John Frankenheimer : Alan Raimy
- 1986 : Willy/Milly, de Paul Schneider (en) : Fred Niceman
- 1988 : David, de John Erman : Charles Rothenberg
- 1988 : Rocket Gibraltar, de Daniel Petrie : Rolo Rockwell
- 1988 : Masquerade, de Bob Swaim : Tony Gateworth
- 1988 : Fantômes en fête, de Richard Donner : Brice Cummings
- 1988 : The Chocolate War (en), de Keith Gordon : Frère Leon
- 1989 : Meet the Hollowheads (en), de Thomas R. Burman (en) : Henry Hollowhead
- 1990 : Gremlins 2 : La Nouvelle Génération, de Joe Dante : Daniel Clamp
- 1990 : RoboCop 2, de Irvin Kershner : vendeur chez Magnavolt
- 1993 : Bon appétit maman (Ed and His Dead Mother), de Jonathan Wacks : A. J. Pattle
- 1994 : L'Antre de la folie, de John Carpenter : Saperstein
- 1995 : Désigné pour tuer (en), de Mark L. Lester : Derek Mills
- 1995 : Automatic, de John Murlowski : Goddard Marx
- 1997 : Batman & Robin, de Joel Schumacher : Dr. Jason Woodrue (en)
- 1997 : Love! Valour! Compassion! (en), de Joe Mantello : John & James Jeckyll
- 1997 : The Broken Giant, de Estep Nagy : Bennett Hale
- 1998 : Dead Broke, de Edward Vilga : Sam
- 1999 : Payback, de Brian Helgeland : Phil
- 1999 : Macbeth in Manhattan, de Greg Lombardo : Richard
- 2001 : Le Tombeau, de Jonas McCord
- 2001 : On Edge, de Karl Slovin : Yuri Moskivin
- 2004 : Tricks, de Iris Klein et Jim Klein : Ralph
- 2005 : The Civilization of Maxwell Bright, de David Beaird : Ogden
- 2013 : Sanitarium, de Bryan Ortiz : Gustav
- 2014 : Réalité, de Quentin Dupieux : Zog, le réalisateur
- 2015 : You Bury Your Own, de Robert Wilson : Détective Gillespie
- 2016 : We Go On, de Jesse Holland et Andy Mitton : Dr. Ellison
- 2019 : Shazam! de David F. Sandberg : M. Sivana
- 2022 : Fatal Influence: Like. Follow. Survive. de Mark DeCaterina et  Law Tarello  : The Grand Zel

### Télévision
- 1984 : Ernie Kovacs: Between the Laughter de Lamont Johnson : Pierre Lafitte  (téléfilm)
- 1985 : Un printemps de glace : Victor Mitado
- 1986 : Arabesque : [Qui ?] (saison 3, épisode 4)
- 1987 : Deux flics à Miami : Steve Duddy  (saison 3, épisode 18)
- 1987 : Arabesque : Andrew Durbin  (saison 4, épisode 2)
- 1990 : La Loi de Los Angeles : Dr Paul Kohler  (saison 5, épisode 8)
- 1990 : El Diablo (TV) de Peter Markle : Autolycus "The Preacher"
- 1991 : Les Contes De La Crypte : Le croque-mort (saison 3, épisode 9)
- 1992 : Ray Bradbury présente (en) (The Ray Bradbury Theater) : Walter Grip  (saison 6, épisode 9)
- 1992 et 1994 : Batman, la série animée : le Riddler  (animation)
- 1993 : South Beach : Roberts (saison 1, épisode 1 à 7)
- 1994 : Star Trek: Deep Space Nine : Verad  (saison 2, épisode 4)
- 1997 : Piège en plein ciel (Medusa's Child) : Dr Rogers Henryr (téléfilm)
- 1997 : La loi du colt : Jack Fleetwood  (téléfilm)
- 1998 : Superman, l'Ange de Metropolis (Superman: The Animated Series) : le Riddler (animation, 1 épisode)
- 1998 : Batman (The New Batman Adventures) : le Riddler (animation, 1 épisode)
- 1998-1999 : Le Damné (Brimstone) : le Diable / l'Ange
- 2001 - 2010 : Smallville : Lionel Luthor (saison 1 à 7 et 10)
- 2005 et 2009 : Numb3rs : Simon Kraft (saison 2, épisode 17 et saison 5, épisode 13)
- 2006 et 2008 : New York, section criminelle : Dr Declan Gage (saison 6, épisode 1 et saison 7, épisode 22)
- 2009 : Heroes : Samson Gray, le père biologique de Sylar (saison 3, épisode 19)
- 2009 : Brothers & Sisters : Henry Mittner (saison 3, épisode 14)
- 2011 : Médium : Carson Churchill (saison 7, épisode 11)
- 2012 : Tron : La Révolte (Tron: Uprising) : Dyson (animation, saison 1, épisodes 9, 10 et 13)
- 2011 - 2015 : The Good Wife : l'avocat Jared Andrews (saison 2, épisode 21, saison 4, épisodes 4, et 20 et  saison 6, épisode 17)
- 2014 : Blacklist : Dr Sanders (saison 1, épisode 21)
- 2014 : Perception : le Diable (saison 3, épisode 4)
- 2015 : Agent Carter :  Un journaliste et informateur du SSR (saison 1, épisode 5)
- depuis 2019 : The Good Fight : Jared Andrews (saison 3, épisode 5 - en cours)
- depuis 2019 :  Evil : Byron Duke (saison 1, épisode 3 - en cours)
- 2021 : Fear the Walking Dead : Theodore Maddox (saison 6, 4 épisodes)
- 2021 : Lucifer : Mr. Peterson (saison 5, épisode 9)
- 2022 : Fear the Walking Dead: Dead in the Water : Theodore Maddox (saison 1, épisode 6)

## Théâtre

### Datés
- 1996 : Tartuffe - Circle in the Square Theatre, New York NY
- 1999 - 2000 : Give Me Your Answer, Do ! - Roundabout Theater Company, New York NY
- 2000 : The Cherry Orchard - McCarter Theatre, Princeton New Jersey
- 2000 : Hans Christian Andersen - San Francisco
- 2001 : Sorrows and Rejoicings - McCarter Theatre, Princeton New Jersey
- 2001 : The Time of Your Life - Skylight Theater, Los Feliz, Californie (2001)
- 2001 : Tom Walker - The Arena Stage, Washington DC
- 2002 : Sorrows and Rejoicings - 2nd Stage Theatre, New York NY

### Non datés
- Love ! Valour ! Compassion ! - Walter Kerr Theatre
- Frankenstein (Broadway)
- The Importance of Being Earnest - Circle in the Square Theatre, New York NY
- Design for Living - Circle in the Square Theatre, New York NY
- The Great God Brown (Broadway)
- The Visit (Broadway)
- Holiday (Broadway)
- Don Juan - Phoenix Theatre, New York NY
- Chemin de Fer (Broadway)
- Oblivion Postponed - 2nd Stage, New York NY
- Digby - Manhattan Theatre Club, New York NY
- Rebel Women - Manhattan Theatre Club, New York NY
- The House of Blue Leaves - Truck and Warehouse Theatre, New York NY
- The Fairy Garden - 2nd Stage, New York NY
- Subject to Fits (off-Broadway)
- Criminal Minds (off-Broadway)
- Treats - Manhattan Theatre Club, New York NY

## Jeux vidéo
- 1995 : The Adventures of Batman & Robin : le Riddler
- 2005 : Dragon Quest : L'Odyssée du roi maudit : Roi Trode
- 2010 : Tron Evolution : Abraxas / Jalen